# ブラック・ジャックの登場人物
ブラック・ジャックの登場人物（ブラック・ジャックのとうじょうじんぶつ）では、手塚治虫の医療漫画『ブラック・ジャック』の登場人物について記述する。
なお、メディアにより各キャラの情報に差があるが、ここでは第一に漫画版、第二にテレビアニメ版を基本として記述している。

## 主要人物
ブラック・ジャック / 間黒男（はざま くろお）
主人公。無免許の天才外科医。略称はBJ。
ピノコ
BJの助手。
本間丈太郎（ほんま じょうたろう）
外科医。BJの命の恩人。
ドクター・キリコ
安楽死を請け負う医師。BJのライバル的存在。

## セミレギュラー
手塚（てづか）
声 - 堀秀行（テレビアニメ）
BJの医大時代からの友人。回生病院勤務（アニメでは手塚病院）の外科医。自分では手に負えない患者の手術や相談をBJによく持ちかけ、BJも手を貸すことが多い。また、BJも困ったことがあると相談することがあり、友として対等に接している。
手塚は自身をキャラクター化してマンガの中に出すことが好きだったが、友人の医師役以外にも事故現場に居合わせた漫画家や、病院の入院患者として登場したこともあった。「警察署に呼ばれても締切りに追われてその場で原稿を描かされる」、「『シメキリーッ』と叫んでのたうち回る謎の慢性締め切り病という病気に苛まれる」、「担当記者に『どうやったら上手く助かるかを描いて、結局助かるマンネリな内容にするんでしょ？』と言われる（さらには、その直後に医師としての手塚も登場する）」といった、ある種の自虐ネタも用いられている。
山田野（やまだの）
声 - 大木民夫（テレビアニメ）
BJの医大時代の恩師。口を覆う大きな白ひげが特徴。BJの実力を認めており、何かとBJに便宜を図ってくれる。初登場時には医大の教授であったが、教授の座を狙う助教授の草井の陰謀で窮地に追い込まれたところをBJに助けられた。その後、目が悪くなり引退する。本間の遺した資料を家を訪れて調べたこともあり、彼とは何らかの関係にあった可能性もある。BJが過去のトラウマから執刀不能に陥った際には彼をトラウマから救っており、「私の病気を治してくださった」と感謝されるなど、本間と共にBJが本心から敬意を表している人物の1人でもある。山田野の孫がBJに学友の手術を依頼した際には、BJは山田野への恩義から格安の値段で治療したことがある（「悲鳴」より）。テレビアニメ版では「Karte01：消えた針」「Karte51：噂の座頭医師」に「花丸」という名前で登場する。
配役されているキャラクターは、花丸先生。なお、花丸先生は他にも、本間の眠る墓がある寺の住職や、市立病院の院長として出演している。
辰巳（たつみ）
声 - 香川照之（OV版）、宮本充（テレビアニメ）
「ホスピタル」「フィルムは2つあった」に登場。BJの医大時代の友人。「ホスピタル」では、中立病院で勤めていた当時にBJに手術を依頼し、彼の名前を出したことで解雇されたが、それと引き換えに独裁者のごとく振る舞っていた医長に一泡吹かせることができて「せいせいした」と言っていた。「フィルムは2つあった」では、有名な映画監督が難病に冒された自分の息子をBJに手術させ、それを撮影した記録映画を制作しようとしたが、BJは自身が無免許であることから映画が受け入れられないと考え、辰巳を助手につけて彼と入れ代わりながら手術を行い、BJが映っておらず辰巳だけが映っているフィルムを制作させた。
Vシネマ版では、一作目でピノコの代役も務めている。
TVアニメ版では「フィルムは2つあった」のみしか登場しない。
配役されているキャラクターは、『どろんこ先生』の主人公「どろんこ」。
タカシ
声 - 矢尾一樹（テレビアニメ）、三田ゆう子（テレビアニメ・少年期）
「友よいずこ」に登場。BJにとって唯一無二の親友。日本人と黒人の間に生まれた混血児。BJが爆発事故にあった際、彼に対して顔の左半分に当たる皮膚を提供する。BJが退院した時、すでに引っ越した後だった。顔面の皮膚の色が左右で異なっているのはタカシの臀部の皮膚を移植したからであり、後にBJは周囲から不気味だという理由で整形を促されるが、タカシへの感謝の意味も込めて整形しようとはしなかった。その後、自然保護運動に身を投じ、原子力基地の建設反対を唱えていたところ、建設推進派によってアルジェリアのアルジェで暗殺される。大人になった顔は作中に出ていない。
BJにとって本間と並ぶ絶対的な存在。深い恩義を感じているBJは、彼の行方を知るために金をばら撒くなど手を尽くした。しかし、再会は叶わずニュースでその死を知った。その後、BJは頬に手を当てて、「これは君の形見になっちまったな」と呟いていた。
テレビアニメ版では「Karte56：縫い目皮膚の提供者」に登場。青年期の姿が描かれ、某国のデモに巻き込まれたBJとピノコを救った。警察に追われている身であり、BJの希望でわずかな時間だが再会を果たした。原作と同様、人間に破壊されつつある地球を救うために自然保護運動に身を投じているが、汚染の原因である工場を爆破しようとするなど、過激な一面を見せている。BJに自分の思いや計画を話すと会えたことに感謝を述べて別れ、彼の帰国後には同志たちと共に工場爆破の準備を進めるが、工場内に強行突入した軍隊に射殺された。ニュース映像によってその事件とタカシの遺体を確認することとなったBJは、改めてタカシの皮膚を大事にすることを決意した。
琵琶丸（びわまる）
声 - 野沢那智（テレビアニメ）
演 - 竹原ピストル
「座頭医師」「湯治場の二人」に登場。盲目の鍼師。歩き回りながら病人を見つけ出し、その病人に対して無料で治療を行う。食うには困っていないそうであるが、どういう手段で収入を得ているのかは不明。本人曰く、これまでに救って来た患者は約2000 - 3000人。
あくまで善意の治療であり腕も高いが、鍼治療以外の医療行為を否定したり、嫌がる患者にも無理やり治療を施したりするなど、少々独善的な面がある。BJが手術を予定していたり治療を進めていたりする患者に対してもBJに断りなく鍼治療を行っていたが、注射のときの痛みを体験したことによる針への恐怖心から不安神経症を抱えている子供の患者に鍼を打ったことでショック症状の発作を招いてしまう。駆け付けたBJに助けられた後、彼の胃腸虚弱（何度か手術をしている）を鍼で治して借りを返した。
鍼の製作者はBJの使うメスも製作した鍛冶師・憑二斉。
漫画では2回登場。常に「ヒヒヒ」と不敵な笑みを浮かべている。もともとは『どろろ』などに「琵琶法師」として登場していたキャラクター。テレビアニメ版では「Karte51：噂の座頭医師」に登場した。なお、野沢はテレビシリーズ以前のアニメでBJを演じたこともある。
2024年の実写テレビドラマ版では、鍼師という設定はなく、ライブハウスでギターの弾き語りをする謎のミュージシャンとして登場した。
白拍子泰彦（しらびょうしやすひこ）
声 - 水島裕（OVA）、森田順平（テレビアニメ）
「白い正義」「腫瘍狩り」に登場。東西大学の教授であり外科部長。プライドが高いうえに潔癖症であるため、無免許医のBJのことは軽蔑していたが、真面目すぎて融通がきかない点やエリートという自分の立場を守るために重大な医療ミスを隠蔽しようとしていたことを、BJから叱責された。家庭では二人暮らしの母に頭が上がらないため、BJは白拍子の説得を彼の母に頼んだこともある。また、母の前でBJの悪口を言っていた際には、彼女から「あなたはBJの才能に嫉妬しているのではないか」と指摘され、ひどくショックを受けたこともあった。
TVアニメでは「ドクターホワイト」という異名を持っていた。配役されているのは、『バンパイヤ』第1部の主人公「トッペイ」。
OVAでは婚約者がいる。
『ブラック・ジャック21』では化学医療を絶対視する医師として描かれ、「医師免許が還る日」で山川博士の代役を務め、ピエトロの手術を行っていた。病院としての機能を搭載した飛行機「スカイホスピタル」の設計を行うが、二度にわたり機械任せにした点をBJに叱咤される。二度目の飛行では未知の病「フェニックス病」を化学療法で治療しようとした結果、事態をより悪化させてしまった自らの行いを悔い、BJと共にフェニックス病の解明を行う。

## ゲストキャラクター
アクド
声 - 森久保祥太郎
演 - 味方良介（2024年実写版）
「医者はどこだ！」に登場。BJが受け持った作中最初の患者。
世界有数の実業家・ニクラの一人息子。巷では名の知れた不良であり、警察も迂闊に手が出せない存在。マイカーで暴走行為を行っていた最中、勢い余って電柱に激突し、生体機能を維持できないほどの重傷を負う。その後、父の尽力でどうにかBJの手術（肉体のほとんどが使い物にならず、同年齢の若い肉体を移植しなければならない=誰か1人を犠牲にする）を受け、奇跡的に助かったかのように思われた。しかし、実際は肉体提供者であるデビィが整形手術を受けただけであり、アクド本人はBJの手によって密殺されていた。テレビアニメ版では手術開始前の時点で手遅れとなり、医師たちの延命処置の甲斐なく死亡している。
2024年実写版では、古川駿斗（ふるかわ しゅんと）と言う名前で登場。法務大臣の息子であるが薬物中毒者でもあり、外国で自動車運転中に幻覚を見て事故を起こしている。
デビィ
声 - 保志総一朗
演 - 早乙女太一（2024年実写版）
「医者はどこだ！」に登場。BJが受け持った2番目の患者。
母子家庭育ち。実家の仕立て屋で働く心優しい好青年。運悪くアクドの起こした事故現場に居合わせたことにより、後にニクラに目をつけられ、不当な裁判を受け「アクドに肉体を提供する」という判決が下される。しかし、実際は整形手術を受けただけであり、退院してまもなく母に真相を打ち明け、BJから大金を譲渡されて外国へ逃亡する。
2024年実写版では、後藤一馬（ごとう かずま）という名前で登場。外国のバーで友人の長谷川啓介（演 - 井之脇海）と飲んでいた際に柄の悪い男たちに絡まれ、長谷川をかばって相手を刺して過剰防衛として逮捕されてしまう。刑務所で服役中に突如行方不明となり、警察からは自殺と発表されたが、実は古川の肉体提供者に選ばれた後、BJにより古川の顔に整形されて生き延びていた。
四郎（しろう）
声 - 草尾毅
「勘当息子」に登場。
兄たちと比べて出来が悪く、一時グレていた過去を持つ。亡き父に勘当されて以降、改心して医師となる。そして、還暦を迎えた母（声 - 巴菁子）を祝うため、十数年ぶりに帰郷してきた。その矢先、母が腹痛で倒れてしまい、BJのメスさばきを目の当たりにする。
一夜が明けた後、BJの助言を受けて実家に戻り、診療所を開く決意をする。
椎竹（しいたけ）
声 - 小林修（テレビアニメ）、塩屋浩三（インターネットアニメ）
「六等星」に登場。真中病院に20年以上勤務しているベテラン医師。見た目は小柄な初老男性。
長年下働きで培われてきた医療の腕は、BJをして「見事」と言わしめるほど。しかし、妻（声 - 疋田由香里〈インターネットアニメ〉）から呆れられるほど謙虚で大人しい性格に加え、出世や権力に対して無欲で、主な仕事は真中病院のベテラン医師の下働きである為に病院内では完全に窓際族扱いされていた。
未だに下働きの地位に置かれていることに一切不満を述べず、BJに対しても「医者が欲を優先したらおしまい」と自らの信条を語るなど、医師の鑑のような人物として描かれている。
真中病院先代院長が亡くなった後、次期院長の選挙に絡んだ贈収賄の問題が発覚し、次期院長の有力候補であった徳川と柴田を筆頭に病院の主だった医師が全員警察に逮捕され、病院が混乱状態である最中でも自ら院長に立候補せず、いつも通りの仕事をし、真中病院の医師たちが混乱している中で椎竹のみ落ち着いていた。そんな中で打ち上げ花火の事故で重体患者が運び込まれた際、BJの強い推薦で椎竹が執刀医として患者の手術を行い、ここで初めて周囲から正当な評価を下される。
この一件は「椎竹こそが次期院長にふさわしい人物」という思惑を病院側に理解させるため、BJがあえて憎まれ役を買って出た。
BJは作中に登場する医師の大半を何らかの形で批判・軽蔑している中、彼が本心から敬意を表した数少ない人物である。BJは「本当は巨大な存在であるにもかかわらず、世間では目立たない「六等星」のような人物」の代表として、椎竹の名を挙げている。また、柴田のような悪徳医師に票を入れるように勧められても怯えず平然でいるなど、肝が据わった人物である。
徳川、柴田（とくがわ、しばた）
声 - 徳川：筈見純（テレビアニメ）・郷里大輔（インターネットアニメ）、柴田：亀井三郎（テレビアニメ）・田中和実（インターネットアニメ）
「六等星」に登場。真中病院に20年以上勤務している2人の悪徳ベテラン医師。徳川が禿頭で、柴田がたらこ唇と短髪オールバックが特徴。
椎竹と対照的に真中病院の多くの医師たちからの人望があり、医師の腕は確かで徳川は政界に顔が利き柴田は財界に顔が利くが、医師の名誉と金儲けの事しか考えていない。真中病院先代院長が亡くなった際は会議で徳川と柴田のどちらかが院長になるかで医師たちが口論するが、次の会議で選挙を行い、そこで院長を決定する話で纏まり2人は対立することになる。ところが選挙の票を取る為に2人は賄賂を起こし、真中病院の主だった医師たちを金で買収して票を取ろうとした。原作では暴力団から資金集めに関わり、その金で賄賂したことから真中病院の主だった医師たち共々逮捕される。アニメでは真中病院で新しい検査機器を導入する金を賄賂に使用して横領したが、まったく同じタイミングで2人同時に横領したためかすぐに発覚して真中病院の医師たち共々逮捕される。
柴田は椎竹が事故に巻き込まれた一般人を治療したことから「人目を引いて人気を取り院長になる算段かもしれない」と思い込み、椎竹を真中病院の自室に呼び出し、それを否定されると自分に票を入れるように勧めるが、「私は、自分で人を選びますから」と断られる。徳川に票を入れると思い、そのことで詰め寄ると「選挙日までに考えます」と相手にされずに部屋を出て行かれ、椎竹に怒りを抱くが側近の2人の医師に止められる。柴田は椎竹を賄賂で買収しようとせず、元々椎竹が窓際族だったこともあり、徳川も椎竹を賄賂で買収しようとしなかった。
黒松（くろまつ）
「B・Jそっくり」に登場。吸血鬼医師と言われる内科医。医師としての腕は確かで、診察した患者は全力で治療するが、そのための治療費は容赦なく取り立て、家族の窮状すら顧みない。BJをして「俺の影法師」と言わしめた。ある患者の孫娘が治療費の取り立てを悲観して飛び降り自殺を図った際に書いた遺書をBJから奪い取るため車でBJを追いかけた際、大型トラックと衝突し重体となってしまい、患者である孫娘の祖母を病院に入院させることを条件にBJの手術を受けて救われる。
演じるのは「ドン・ドラキュラ」。
テレビアニメ版ではピノコの受験する学校の学長として似た人物が登場する。最初はBJに非協力的だったが、最終的にはピノコを受験させたほか、彼女のために作った月1回のピノ高校の教師として協力した。
ファスナー神父
声 - 坂口芳貞（OVA、エルネスト）
「過ぎさりし一瞬」に登場。BJが唯一、「自分と同等以上の医療技術を持つ」と発言した人物。エルサルバドルのサンメリーダという町に住む。
神父であると同時にメキシコの医科大学を卒業した医師でもあるが、貧民たちに対する政府の差別と迫害に憤り、反政府組織に加わっていたことがある。その時の激しい戦闘に巻き込まれた日本人の赤ん坊を瀕死の重傷から救った（その赤ん坊が今村健平であり、20年後にファスナーと再会している）。その手術は、BJが自分よりも上、世界一の技術と賞賛するほどのものだったが、本人は神の起こした奇跡としてそれを否定していた。それでもBJはファスナーを自分のライバルたり得る存在と呼び、何としてもその腕前を見たいと願っていたが、ファスナーは政治犯として捕らえようとする警察に銃撃される。即座にBJによる手術で一命を取り止めるが、その最中にファスナーが指を2本欠損していたのを見たことから、彼の手術を見ることは叶わなくなった。最後にはBJの助けを借りて警察の執拗な追跡を逃れ、国外へ亡命した。
ファスナーの神業的な手術の腕に対する嫉妬、その一方でライバルと呼べる存在が現れたことに対する喜び、しかしその技術が永遠に失われてしまったことに対する失望など、BJは普段は見せない多くの感情を露わにしていた。
本作品が初出だが、後に『プライム・ローズ』に「ジンバ」というキャラクターで出演した。
ハリ・アドラ
「その子を殺すな！」に登場。心霊医師。消毒や麻酔を行わず素手のみで患部を摘出し、患者にはまったく苦痛を与えないうえに患者の体にまったく傷を残さないという、神がかった心霊手術を行う本物の超能力者であり、「医者とは神の思し召し通り人の命を救うもの」と言ってはばからない。『週刊秘密』の記者たちに煽られ、子宮外妊娠の胎児を中絶しようとするBJに憤慨し、手術道具をすべて念力で破壊した後に胎児を摘出する。しかし、胎児は生存能力を持たない無頭児であり、BJの手でも救いようのないその姿を目の当たりにして絶望したことと、「医者は患者のためなら悪魔になることだってある」とBJに諭された結果、胎児を救うことを断念し、病院を去った。
配役されているのは、『海のトリトン』に登場したポセイドンの息子「イボリロ」。
古和
声 - 龍田直樹
「古和医院」に登場。中部大学医学部卒業と自称し、僻地の村にある唯一の病院・古和医院を開業している。村人の多くの患者から尊敬を受けているが、実際はBJと同じ無免許医である。しかしときに患者から恨まれることも有るBJとは違い常に患者から感謝され尊敬され30年以上医師として生涯を捧げているところなどからBJが立派と称し尊敬の念を抱いた数少ない医者である。BJとの出会いから一年後BJと再会した時、彼は本当に中部大学（アニメでは東京・大和大学）医学部に入学して一から勉強していると告げた。
草井（くさい）
「助っ人」に登場。山田野が勤める医大の助教授。性格は陰湿かつ卑劣で、教授の座を狙って山田野を追い落とそうとした。山田野の目の悪さを知ってわざと彼に執刀医を頼み、笑いものにすることで彼を追い込ませる陰謀を企むが、患者はすでにBJに手術された後であり、手術の済んだ患者を再び当てがったということで逆に自分が山田野から激しく叱責され、BJからも冷たく笑われた。
配役されているのは、スカンク草井。なお、スカンク草井は他にも駅の爆破犯やギャング等の悪役を多数演じているが、「昭和新山」では石を持ち帰ろうと欲張る余りに本来切断しなくてもよい手を切断するハメになるという間抜けなキャラを演じたこともある（これにはBJも穴の開いた箱に入ったリンゴをつかんだまま手が抜けなくなるサルになぞらえて、「てめえのはサル以下だ!!」と完全に呆れていた）。
伊東
声 - 菊池正美
「誤診」に登場。BJの高校時代の友人・太腹（名前はテレビアニメ版で判明、声 - 江原正士）が経営する病院で勤務する優秀な美男医師だが、労働環境に対して強い不満を抱いており、「あれだけ給料を貰わなければ直ぐにでも出て行くのに」と漏らしている。太腹の誤診に気付くが理解してもらえず、一時的に患者の容体を危機的な状況に陥らせてしまう。BJの華麗な手術を見て感動し、太腹から誤診の責任を押し付けられる形で病院を追われた後にBJにしつこく弟子入りを頼むものの、「私に弟子など要らない」「私のような医者にはなるな！」と拒絶される。太腹は「はるかなる国から」で再登場しているが、「誤診」の時とは正反対にBJの力を認めている。
配役されているのは、『新撰組』のキャラクター「鎌切大作」。
ゴ・ウィン
「あつい夜」に登場。ベトナム出身のハワイに住む医者。ハワイで殺し屋に追われている農園主ダグラスを3回ほどBJと共に治療してきたが、実は彼こそがその殺し屋であった。ベトナム戦争の際ダグラス（配役はアセチレン・ランプ）に自分の妻と娘を殺されそれ以来ダグラスに復讐しようとしたが、戦争の終結と共に行方が分からなくなったためアメリカを探し回った。そしてダグラスに恨みを語った上で射殺するが自身も警部に撃たれ、重傷ながら逃走するもダイヤモンドヘッドにある妻と娘が眠る墓の前で射殺された。BJは助けに行こうとしたが叶わず、彼の死を聞いて「俺は初めて人を見殺しにした」と呟いていた。
チン・キ博士
「音楽のある風景」に登場。ファロット四徴症の新しい手術法を生み出したD国の世界的外科医であり、日本の国際病院でその術式を披露した。手術中に音楽をかけるくせがある。術式披露時にはビートルズの「Let It Be」をかけた。手術の腕前はBJと同等であり、BJが敬意を払う数少ない人物でもある。
D国の国策により、外国文化を禁止する法律が施行され、外国音楽が聴けなくなったため、監視の目の届かない手術室に防音壁とステレオを取り付け、患者を眠らせてからこっそり外国音楽を聴きながら手術をするようになった。以来、いつも音楽を流しながら手術するようになった。
術式披露後にBJの手術を見るためBJとともにBJの自宅に向かうが、外国音楽を聴いていたことがばれてしまう。途中でD国の反逆罪により役人に拘束された刹那に心筋梗塞を起こし、見込みの少ない手術をBJに委ね意識を失った。BJは「無駄だとは思うが」と言いつつ手術を引き受け、モーツァルトの「レクイエム」を流しながら手術を行ったが、最終的な生死は不明。
浅草 上乃（あさくさ うえの）
声 - 飯塚昭三（テレビアニメ）
「20年目の暗示」に登場。本間丈太郎の同僚であり、現在は外科医の手塚と同じ病院に勤める精神科の医師で、かなり口が悪い。強力な催眠術を使うことができ、起きている相手を一瞬にして眠りに落とすことができる。ある日手術中に突然指が動かなくなったBJは、手塚の紹介で浅草に診察を依頼する。その原因は、20年前のBJの大手術の後、浅草が放った「二十年も経てば彼（BJ）の指は用をなさなくなるだろう」という何気ない悪口が後催眠としてBJに働いてしまい、きっかり20年後に暗示が現れたことによるものであった。それに気付いた浅草はBJの手術中に後催眠の暗示を解き、「本間丈太郎はりっぱな手術をした」「きみにはどこも欠かんがない」と詫びた。配役はヒゲダルマ。
山裏（やまうら）
「研修医たち」に登場。Q市中央病院外科医長。院内で絶対的な権力を握る昔気質の医者で、若い頃の自分が経験したように若手の医師たちに単純な仕事から始めさせるなど、苦労させて厳しく育てる方針を採っていたが、研修医たちからは一人前として扱わないことを恨まれていた。ある日、研修医たちが診察時間後にやってきた患者を山裏に報告せず勝手に水腎症と診断したうえに治療行為を行ったことに激怒し、病院としてサポートしないと制裁措置をとった。「私たちの若い頃は患者を救うことだけに夢中だったが、今の連中は気軽になろうとする」と言っておきながら助力を請われていたBJに対しても「患者がどうなろうと身の程知らずの連中の責任」と助けないことを薦めるなど、患者よりも面子を重視したかのような態度を取っていた。
しかし、実際は万一に患者が危険に曝された時を考えてこっそりと研修医たちの手術に立会い、手術後BJに「患者の身に何かあったら大変ですから」と答え、「そう思ったからあなたも来なすったのでしょう？」とBJの助力への謝意と敬意を表し、医者としての信念が口先だけではないことを証明した。医者としての腕前は直接描写されていないが、万一の時には難病である水腎症の執刀を行うことを前提に立ち会っていたり、尊敬に値しないと判断した人物に対して傲慢な態度を取るBJが手術当日に山裏の元を訪ねて一応の面子を立てたり、こっそり立ち会っていたことを知らなかった時点でも自分たちでは手術に対応できなかった現実にうなだれる研修医たちに「あと7、8年は山裏博士の下で苦労するんだな」と勧めるなど、医者として、教育者としての山裏を認めて敬意を表する態度を取っている。
関根（せきね）
「雪の訪問者」に登場。大病院の名医と評されていたが、現在は手術中にぼんやりしたり、取り乱して重大なミスを犯しそうになる等色々な問題が噂され、患者の山口や彼の姉から恐れられていた。周囲の医者からも執刀は無理だと判断され、許可なく別の医者に執刀を変えられたことに憤慨・自暴自棄になる。
その夜にBJが訪問した際、実は自分を長年支え続けてきた妻が亡くなった時、自分は手術中で看取ることすら出来なかったことを後悔していたためだったということが判明する。後にBJが助手として立ち会いの下、無事に山口の手術を終え、立ち直ることが出来た。
百鬼（ひゃっき）
「灰とダイヤモンド」に登場。白拍子同様に正義感が強いが、真面目すぎて融通のきかない所もある若い医者。BJのことも「金でどうにでも動くつまはじき者」と軽蔑していた。そのBJにかつて「体に300個のダイヤ（総額30億円）を埋め込む」手術を依頼した大富豪の老人、松方（配役はヒゲオヤジ）にダイヤが無事か確認するための手術を依頼される。ダイヤがすべてアクリル玉と取り換えられていたことに義憤を感じてBJの自宅を訪れると、「どうしても出さないのなら詐欺と横領で法に訴える」と詰め寄り、BJにダイヤの在り所を言わせようとした。しかしダイヤが置かれていた老人ホームは、松方よりも遥かに貧しい身寄りのない老人たちを何人も抱え、ホーム自体も酷く老朽化が進んでいた。BJはそこの老人たちのために新しいホームを建てようとしており、老人たちからも慕われているという実態を知る。その後、松方は心臓衰弱によって死亡するが、百鬼は葛藤の末に松方には内緒にしたうえで、事前にダイヤをホームに届けていた。
配役されているのは、『どろろ』の主人公、「百鬼丸」。
王仁川（わにがわ）
「ホスピタル」に登場。辰巳がかつて勤めていた中立病院の医長。東亜大学出身であり、取り巻きも東亜大学卒のイエスマンばかりを集め、辰巳をはじめとしたその他の医者を蔑ろにしていた独裁者のような人物。実は本間丈太郎とも同期であり、BJを執刀した本間を馬鹿にして嘲笑ったため、普段気に喰わない医者相手でも皮肉・軽蔑程度で抑えるBJは彼に掴みかかる程本気で怒りを露わにさせた。その後、王仁川が右腕を切断しなければ治らないと一方的に言いつけた患者を、三流大学出であるBJが治せたことに深いショックを受け、彼に手術を任せた辰巳を解雇した（ただし、辰巳本人は「ひと泡吹かせることが出来てせいせいした」と気にしていなかった）。配役されているのは「バンパイヤ」に登場する「アリゲーター氏」。
板台（ばんだい）
「はるかなる国から」に登場。A大病院の教授。海外から訪れた有名な難病の少女、イングリッドの手術を前にして「自分以外でこの手術をする者は身の程知らずだ」とテレビの取材で大言壮語する程高慢な性格。その一方で同じ病気である別の患者（配役はメルモ）の治療を無名の一般庶民だからという理由で拒否した冷酷な人物でもある。板台の発言はBJに激しく敵愾心を燃やすこととなり、BJは「男としての意地（本人談）」から板台教授が治療拒否した同じ病気の患者の手術を、自分が執刀したことを伏せるのを条件に引き受けた。結果は、板台教授の手術は失敗して患者は死亡し、逆にBJの手術は見事に成功して、面目を完全に潰されることとなった。
配役されているキャラクターは、『海のトリトン』の敵役、ポセイドン。
アレクセイ・モロゾフ
声 - 肝付兼太
「ストラディバリウス」に登場。世界的に高名なバイオリニストであり、自身のバイオリン（ストラディバリウス）を自身の妻子に等しいと自称するほど大切にしている。BJとともに乗り合わせた飛行機が吹雪に遭ってしまい不時着し、極寒の地を歩くなかで自身のバイオリンを風にさらわれ、さらに凍傷によりバイオリニストの命である指が壊死、BJは治療しようとするも物資不足の中手立てはなく、やむなく切断する。その3本の指はその地に埋められることになるが、のちに近隣の村人が雪の中からバイオリンを見つけ出し、彼らの判断で指とバイオリンは凍土の下でともに眠りにつくこととなる。その後、本人はバイオリンは弾けなくなったが、子供たちに指導するために教室を開いている。鍛冶師の馮二斉同様、手塚スター・システムのキャラクター「フランケンシュタイン」が演じている。
戸隠（とがくし）
声 - 青野武
「ちぢむ!!」に登場。BJのかつての恩師であり、アフリカの奥地で人間・動物共に身体が異常に縮んでしまう病「組織萎縮症」の治療に従事していたが、自らもその病にかかってしまう。最終的には30センチほどに縮み、万策尽きたBJが動物たちが他の病死した組織の毒素から免疫を取っていることを閃き、免疫血清を作るもののすでに自身が手遅れであることを悟り、体が小さくなるこの奇病は「限られた地球上の食料をすべての生き物に分かち合うための神の思し召し」だと語り、そのまま静かに息を引き取った。
配役されているキャラクターは、『どろろ』の百鬼丸の育ての親、寿海。
日本医師連盟会長
声 - 大塚周夫
「報復」に登場。無免許で医業をしているBJに医師免許を取得するよう脅迫を交えて迫るも、頑なに断ったBJを警察に逮捕させ、医師生命を終わらせようとする。
その矢先、BJに重病の孫の手術をしてもらうべく来日したイタリアの大富豪ボッケリーニ（配役はレッド公）に保釈するよう頼み込まれるが、それを一蹴する。医師連盟が推薦する医師に手術を任せるが、手術は失敗して孫は息を引き取る。その後、ボッケリーニに報復として息子をヒットマンに狙撃されてしまう。息子は一命を取り留めるが瀕死の状態で、体内に残った弾丸を摘出できる腕を持つと思われる医師はBJ以外にはおらず、BJに医師免許を渡して摘出手術を依頼するが、BJはその医師免許を無言で破ってしまう。
なお、テレビアニメ版では狙撃された息子に「明夫！」と呼びかけているが、これはアフレコ台本でも原作と同じく「息子」となっていたものに大塚周夫が異を唱えた結果、自分の息子の名である「明夫」と呼ぶことになったという。

## BJをめぐる女性たち
ピノコ以外に女性とは縁の無い孤高の存在に見えるBJだが、シリーズ中にはロマンスもいくつか存在した。
如月 めぐみ（きさらぎ めぐみ）
「めぐり会い」「海は恋のかおり」「人生という名のSL」（最終話）に登場。
BJの大学の後輩、BJと同じ医局で勉強するうちに共に愛し合うようになる。医局員時代のBJの手によって子宮癌を治してもらうが、その結果、女性としての機能を失ったため男性として生きることを決意し、船医となってBJのもとを去る。現在は名前の字の読みを変え、「如月 恵（きさらぎ けい）」と名乗っている。BJと相思相愛であったことが確認できる唯一の女性であり、BJの中では特別な存在であった。BJのファーストキスの相手であり、BJが「心から愛している」と告白した。ピノコに対しては、改名後の「けい」は「めぐみ」の兄だと説明している。如月が船医になったあと5年後にBJと横浜で再会したが、その後は会っていない。最終話では、BJの夢の中に登場する。
登場回のアニメ化は無いが、『ブラック・ジャック21』初回ではセリフなしで数カット登場した。末期と見放し処置を放棄した上司に逆らってBJはめぐみを手術し成功するが、上司が医師会の有力者だったため医師免許をはく奪されたという設定。
桑田 このみ（くわた このみ） / 鈴木 このみ（すずき このみ）
声 - 田中敦子（テレビアニメKarte15）→松井菜桜子（テレビアニメKarte59以降）
「ブラック・クイーン」「終電車」に登場。正確無比に手術を行う優秀な外科医だが、手足を切断するような手術も平気な顔で行うため、女性版ブラック・ジャックという意味でブラック・クイーンの異名で呼ばれたことがあった（後にBJからこう呼ばれた際には「その名をおっしゃらないで」と、頬を赤らませた）。
恋人（ロック・ホーム）が大怪我をし切断しなければならなくなったが足を切ることができず、BJに助けを求めた。BJは彼女に睡眠薬を飲ませ、その間に足を切らずに治した（クリスマスに「ジャックからクイーンへ」と記した手紙を渡そうとしたが破り捨てた）。恋人との結婚後、BJと再会したが、その時は夫との仲が危機的な状況になっていた。ブラック・ジャックから「あなたの生きがいは本当に仕事（手術）か」と問われ、「あなたとなら一緒になれる」と告白する。今度は逆にBJが夫との仲を復活させるため、一計を案じる。BJが一時期「心に焼き付いた」女性であった。
テレビアニメ版ではKarte15はよく似た別人として扱われており、Karte59ではより高飛車な性格が強調されておりBJが好意を見せるような描写はカットされた。
「終電車」の回はアニメ化されなかったが、『ブラック・ジャック21』6話で原作通り海外に赴任した設定で再登場。B.Jに患者の子供の手術の手助けを求め、手術成功後、去ろうとするBJに電話で告白しようとするが言葉を遮られてしまった。恋人のことについては触れられていない。
配役されているのは、『地球を呑む』のヒロイン、「ゼフィルス」。
ロミ
声 - 本多知恵子（テレビアニメ）
「ふたりのピノコ」（初出時題名は「緑柱石」に登場。公害病で苦しむ幼い少女。医学雑誌に写真が掲載されたとき、BJはその顔が気に入り、ピノコの顔をロミの顔と同じ顔にした。
近くの工場が排出するベリリウム（原作記述）によって肺を冒されており、BJはロミを診察する保健所の医師に公害病を告発するよう促すが、医師は工場に買収され、告発を躊躇してしまう。その間にロミは死んでしまい、ついに医師は工場と戦うことを決意する。
彼女が死亡した際にBJが見せた怒りの表情は筆舌に尽くしがたいものである。ピノコとの縁もあるため、BJは彼女を死に追いやった現状に対して、凄まじいまでの憎しみをこめた表情を見せていた。
テレビアニメ版の「Karte61：二人のピノコ」では雑誌で子供服のモデルをしていたことがあり、それを見たBJがピノコの顔のモデルにした。架空の「ゼータ金属」に冒されたが、BJの手によって一命をとりとめ、町の病院に入院したところで終わっている。
杉並 井草（すぎなみ いぐさ）
「スター誕生」に登場。女優志望の少女。女優になるため上京し、BJに整形手術を依頼するが、BJは人間の個性ともいえる顔を変えることに反対し、家に帰るよう説得して追い返す。しかし、家に帰らず小さな芸能プロに入り、のちに芸能プロの社長に依頼されBJの整形手術を受け、美貌を手にいれ、有名女優となる。
BJは手術を引き受けた際に「つくられたマネキンとあう気はない」と言い、手術後は二度と自分の前に現れないことを要求するが、井草は手術後、BJを熱烈に愛するようになり、BJの家が見える場所に別荘を買う。井草が意を決して、BJの家に行ったとき、BJは井草の整形手術前の顔の写真を部屋に飾っていた。後に井草は女優を引退し、ブラジルに移住した。
ネーミングは東京都杉並区と、同区内の地名である井草から（当時の手塚治虫の在住地）。
青鳥 ミチル
声 - 川澄綾子（テレビアニメ）
「かりそめの愛を」に登場。末期癌を患う少女。「病室にこれからいちばん最初に入ってきた男の人と結婚式をあげたい」と両親に言い、両親はミチルの幼なじみの久磨（声 - 松本保典（テレビアニメ））という男性を呼ぶが、久磨が到着する前にBJが入ってきたため、BJと「結婚式」をあげる。BJに命を救われ、本気で彼に恋するが、BJはそれは真の恋ではないと見抜き、突き放し、姿を消す。その後、久磨と結婚した。
名前の由来は童話劇『青い鳥』と、その登場人物のミチルから。
美江
「霧」に登場。緊張病を患う少女。病気の影響で通学できず、自暴自棄になる。両親からも見捨てられ、死ぬために谷川岳の一ノ倉沢に登り、転落して重傷を負う。BJはそんな彼女を放っておけず、彼女を追い、一ノ倉沢まで助けに行く。帰路に濃霧のため10日間にわたり下山できなくなるが、BJは最後まで彼女を見捨てなかった。ようやく救助隊が駆けつけたとき、BJへの愛を呟いて意識を失う（生死は不明）。
綿引 十枝子
「きたるべきチャンス」に登場。女医であり、兄の綿引博士（下の名は不明）とともに病院を営む。兄は癌の特効薬たるポリサチニンの開発でノーベル賞を受賞するが、それはあくまで予防薬のため、食道癌に侵される。名誉ある死を選んだ兄の意に反し、BJに手術を依頼する。助手を務めるも小腸の自家移植などを見て卒倒した。
回復した綿引博士は転移をも防ぐ、より完全なネオポリサチニンを完成させ再受賞し、BJを祝賀会に誘うがBJは断った。
配役されているのは、『人間昆虫記』のヒロイン「十村十枝子」。
ジェーン・ギッデオン伯爵夫人
「盗難」に登場。ハネムーン中に落石事故に会い、BJによって両手両足の切断手術を受け、さらに義手義足まで作ってもらった元患者。
リハビリテーション中にBJに恋してしまい、密かにBJへの恋文をしたため、BJの写真とともに義手義足のケースに収めていた。しかしそのケースが金目のものと勘違いされて盗難に遭う。その中身ゆえ、彼女はケースを探したがらなかったが、BJはそれを探し出し、一緒に収められていた写真や恋文を焼き捨て、義手義足だけを彼女の元に返した。
新宿南外科の女医
「B・J入院す」に登場。本名は不明。院長（配役は『どろろ』の百鬼丸の弟、多宝丸）の妹。留学中にBJの名声を聞き、憧れを抱いていた。本人が自分の病院に入院したことで、BJに夢中になり、医学の勉強を疎かにしてしまう。兄はそんな妹を心配し、BJに妹と結婚するか退院するかのどちらかを選ぶよう迫り、BJは病院から去る。そのため一時半狂乱になるが、兄の事故をきっかけに医師としての自覚を取り戻し、BJに（BJ自身の手術でなく）自らの執刀に対する指南を乞う。
清水 きよみ（しみず きよみ）
声 - 沢海陽子（テレビアニメ）
「土砂降り」に登場。瀬戸内海の小島で診療所を営む女医。兄の幾男（いくお）はBJの窮地を救った医師だったが、がけ崩れで死亡している。きよみはBJの冷静な判断力と手術の腕前に惚れ込み、一人の男性としても愛するようになるが、がけ崩れから子供を救おうとして死亡する。きよみはBJに死の間際に自分の肌をBJの顔のつぎはぎの部分に移植するよう願うが、BJは移植はせず、彼女の墓前で「美しい顔にメスをいれたくなかった」と語った。
テレビアニメ版の「Karte23：土砂降りのち恋」では終盤が改変されており、命を取り留める。
ヨーコ
声 - 折笠富美子（OVA、月子）
「しずむ女」に登場。OVAでは名が月子とされている。晦日市に住む身寄りのない少女。海で魚を捕りながら生活していたが、工場廃液による公害病が原因で言語と足の機能を失い、工場側からの治療費も役人にごまかされてしまう。BJの手術により、カタカナが書けるまでに回復したヨーコは彼のために海に魚を捕りに行くが、溺死。BJに抱きしめられた、数少ない女性の一人。
ユリ
声 - 久川綾（テレビアニメ）
「弁があった！」「99.9%の水」に登場。ドクター・キリコの妹。家族思いの女性で、父や兄のことを大切に思っている。兄との仲は悪くはないが、彼の所業である安楽死に対しては否定的であり、彼の仕事にはいつも反対している。一方でBJを医師として非常に尊敬しており、少なからず好意を抱いているようである。初登場の「弁があった！」では、BJに「ドクター・キリコにそっくり」と言われた。しかし、後に再会した際にはBJはユリのことを（キリコにそっくりであるにもかかわらず）ピノコに言われるまで忘れていた。

## 家族関係
父
声 - 小川真司（テレビアニメ）、小野大輔（テレビアニメ・青年時）
不発弾事故で重傷を負った妻を捨て、愛人・蓮花を連れてマカオへ蒸発。会社を興して成功を収め、蓮花とも結婚。妻が不発弾事故に巻き込まれたことは知っているが、息子であるBJまでも事故に巻き込まれたことは知らない。BJに対して父としての情と見捨ててしまった後悔を持ち合わせており、息子として呼び戻すことを望み、ハンセン病に侵され崩れてしまった蓮花の顔を整形するよう依頼し、それを機に和解を持ちかけるがBJからは冷たく拒絶される。手術そのものは引き受けられたものの、死んだ先妻を「今はもう愛していない」と言ったため、復讐として蓮花を先妻の顔に整形されてしまう。
BJは父に強い不信感を抱いており、和解できないまま脳卒中で死去する。死後、皮膚は蓮花の罠にはまって重傷を負ったBJの足に移植された。
テレビアニメ版『ブラック・ジャック21』では「間 影三（かげみつ）」という名前が設定されている。
母
声 - 兵藤まこ（テレビアニメ）、川瀬晶子（テレビアニメ・青年時）
BJとともに米軍演習跡地の不発弾の爆発に巻き込まれ、両手足を失い、声も出なくなるほどの重傷を負う（幼いBJは母が喋ろうとするときの口の動きで言いたいことが理解できた）。家族を見捨てて逃げていった父を許すようBJに心で伝え、そのまま亡くなった。BJは母が世界で一番美しいと思っている。実際に美人であったようで、BJの母の顔になった蓮花は「ベリーナイス」と褒めている。
なお、以上の2人は原作では名前不詳だが、『ブラック・ジャック21』では名前が設定されている。
小蓮
声 - 桑島法子（テレビアニメ）
BJの異母妹。父の危篤になって初めてマカオへやってきたBJを「遺産目当てでやってきた」と軽蔑している。しかし、彼に対して肉親の情を持ち合わせていないわけでもなかったようで、BJが行方不明になったことを不審に思い、母が自分に遺産を継がせるためにBJをギャングに拉致させたことを知って激怒する。BJがマカオへやってきた本当の理由を知って自分が彼を誤解していたことに気付き、足を負傷したBJの手術のためにすぐに父の遺体を引き渡すよう言い渡す。その後、足が治癒した後に空港に向かっていたBJを追っていた際、報復のために待ち伏せしていたギャングの銃弾からBJを庇って命を落とす。死に際にBJのことを「兄さん」と呼んだが、当の本人には赤の他人と断じられ、実の兄妹として通じ合うことはなかった。
蓮花
声 - 高島雅羅（テレビアニメ）
父の愛人で小蓮の実母。過去にハンセン病（アニメでは火傷）で崩れてしまった顔をBJに整形復顔してもらった。整形後の顔はBJの実母そのものであるが、本人はそのことを知らずにとても気に入っている。その美しい顔とは裏腹に、内心はBJを邪魔者と思っており、夫の遺産を娘だけに継がせようとギャングに依頼してBJを監禁した。
足に銃撃を受けて負傷しつつギャングの手から逃れたBJから電話を受け、「父の死体を引き取りにきただけで遺産に興味はない」との旨を聞いた直後、娘にBJを拉致監禁させていたことに気づかれて怒りを買い、すぐに死体を引き渡せと促されて素直に従う。その後、自分がBJを抹殺するために嗾けたギャングの誤射によって小蓮が殺される。
テレビアニメ版では娘の死後、逆恨みに近い感情でBJをより一層憎むようになった。

## その他
友引警部（ともびきけいぶ）
声 - 羽佐間道夫（OVA、高杉警部）、内海賢二（テレビアニメ）
「獅子面病」「山手線の哲」に登場。BJを無免許医として逮捕しようとする刑事。顔は「アセチレン・ランプ」。無免許医として逮捕を免除するかわりに、非常に難しい手術をBJに押しつける。自分の息子が獅子面病にかかった際はBJに手術をさせた。
「山手線の哲」で、追っていたスリ犯の哲を窃盗罪で逮捕しようとしていたが、哲が指を切られたため、BJに手術を依頼していた。哲の退院の日に警察手帳やペンなどをすられ、もちろん哲はすぐ返したが、哲の回復を身を持って知った後、哲と意気投合していた。
原作では他にも様々な役で登場しているが、テレビアニメでは役が固定された。「山手線の哲」は、テレビアニメではKarte20でサブタイトルも同じ。こちらのラストは哲の退院から数年後、BJの逮捕状をとったが、話の最中に哲に盗まれ出直しをする。
OVAでは高杉警部という名で登場する（KARTE.2「葬列遊戯」、KARTE.9「人面瘡」に登場）。
哲（てつ）
声 - 富田耕生（テレビアニメ）
「山手線の哲」「人生という名のSL」に登場。通称「山手線の哲」。手塚キャラの「ヒゲオヤジ」である。山手線で多くのスリを犯し、刑事に付きまとわれるが、暴力団の金を盗み両手の親指と人差し指を切られ、BJに助けられる。
原作では他にも様々な役で多くのエピソードに登場したが、テレビアニメ版では元手品師。社交不安障害を発症して入院し、その時の担当医が本間丈太郎であった。BJに救われた後はスリから足を洗い、BJらが常連として通う喫茶店「Tom」のマスターとして、本間の娘・久美子を引き取って同居させている。
丑吾郎（うしごろう）
声 - 青野武（テレビアニメ）、佐藤正治（インターネットアニメ）
「やり残しの家」に登場。BJ邸を立てた大工。若者に厳しく、頑固。白血病で倒れてもBJ邸のリフォームを続ける。戦時中、広島に在住して被爆しており、BJの診断で原爆病と判明、治療をされるが、開業したてのBJでは「まるで風車にむかうドン・キホーテのように」無力だったため、大きな病院に入院することにする。自分が戻ってくるまでは、誰にも家に手を入れさせないと約束した。その後、家は地震、台風、爆発テロなどで幾度となく倒壊するが、次の回には再建築されており、作りかけの部分もその通りになっている。
なお、テレビアニメ版では、時代設定が21世紀になったことを踏まえ、原爆が原因という設定は明言されていない。
似たような人物「大工の源三」がTBS版ドラマにも登場する（演：いかりや長介）。
間久部 緑郎（まくべ ろくろう）
声 - 緑川光（テレビアニメ）
「指」（単行本未収録作品）、「刻印」に登場。BJの小学校時代の親友。小学生時代、嘘ばかりつく子供だったがBJにだけは嘘をつかず、BJに「おまえは世界一悪い医者になる。技術は本間先生ゆずり、性格は僕ゆずりでね」などと語っていた。その後、フランスに留学するが、多くの犯罪を犯して整形などで顔を変えながら「暗黒街の皇太子」と呼ばれる大物犯罪者となり警察に追われている。BJと再会したときにはサングラスをかけており、「変装のため瞳の色を変えたが使った薬品が悪く目がほとんど見えなくなった」と語るが、それが真実なのかどうかは不明。
BJとの再会の目的は、指紋を変えるために自分の指と部下の一人の指を交換する手術を行わせるためだった。BJが渋るかのようなそぶりを見せると部下たちを使って暗に脅し、手術を了承させる。この手術で指紋が変わったことによって警察の追求をかわしていたが、手術時にBJが指の骨に「友情の記念のサイン」を書いたことを警察に伝えたために身元が発覚し、逮捕されて死刑判決を受ける。
「刻印」は、単行本未収録作品「指」のセリフやストーリー、一部の絵を大きく変更した作品である。「指」では間久部緑郎は生まれつき多指症で指が6本あり、「緑郎」という名前もそれから取られたという設定で、逮捕の決め手もサインではなくBJが保存していた6本目の指となっていた。
また、BJとの友情についても、「指」と「刻印」で違いがある。「指」では手術後に口封じのためにBJを殺害するよう間久部が部下に指示したことになっており、その明らかな裏切り行為に失望したBJは間久部からの手紙を破り捨てるというラストシーンになっている。一方、「刻印」では部下がBJを殺そうとするところは同じだが、部下はそのことを間久部に明言せず、部下が独断でBJ殺害計画を行ったととれる描写に変わっているほか、独房で死刑を待つ間久部と彼のもとに訪れたBJの対話がラストシーンとなっている。この時、「殺せと命令したのか」と聞くBJに対して間久部は「部下の独断だ」と答え、初めてサングラスを外してBJを見つめながら「俺が君に一度だって嘘をついたか？俺を信じてくれ」と言う。それに対してBJは苦笑を浮かべ、信じると答えた。
間久部ことロック・ホームは他の役でも第1話から登場しており、不良少年から苦悩する科学者まで幅広い役を演じている。間久部緑郎という名前は、元は手塚治虫の別作品『バンパイヤ』に登場した際のもの。後に『ブッキラによろしく!』でもこの名前を使用している。
ジョーズ
声 - 吉野裕行
「帰ってきたあいつ」（テレビアニメ版では「文化祭の用心棒」）に登場。喧嘩がめっぽう強く、文化祭の露店荒らしなどをして恐れられる不良少年だったが、喧嘩の最中に心筋梗塞を発症して倒れ、BJの手術で一命を取り留める。術後に彼から「激しい運動や過度に興奮すると命の保障はない」と忠告され、以降はカッとなるたびに痛みが走り喧嘩を思いとどまるが不良仲間に失望されてしまう。
BJの診療所を訪れた際に苛立ちをぶつけ彼から甘えを指摘されるが、同時に文化祭のガードマンを提案され続けていくうちに「他人のために何かをするのも悪くない」と考えるようになる。何事もなく文化祭が終わり、それまで敬遠されてきた学生たちに感謝の花束を贈られるが、かつての仲間たちによる邪魔に立ち向かおうとしたところで心筋梗塞が再発し、散った花束と共に事切れた。
テレビアニメ版では、和登が通う大穴高校の同級生として登場。文化祭のガードマンを提案したのも和登であり、弟の写楽とピノコが不良に因縁をつけられたところをひと睨みで撤退させるなど、発病前に比べて穏やかになるまでが描かれている。文化祭後に倒れた際もBJの再手術で一命を取り留め、別の病院に転院する前に変わるきっかけを与えた和登に感謝と和解を約束する手紙を残した。
ゲラ
声 - 高戸靖広（テレビアニメ）
「笑い上戸」に登場。BJの高校生時代の友人。普段からその名の如くゲラゲラと笑っていることからこのあだ名が付いたが、その裏には借金をした両親に夜逃げされたという悲惨な過去を持つ。その過去を悔やまない理由は、単純に「怒っても疲れるだけだし、泣いても意味がない」からである。その過去を知ったBJは自身と廃人と化した母を見捨てた父への憎しみの過去を思い出してしまい、彼が常に笑ってばかりいることに不満を持ったが、次第に友情で結ばれていき、BJの高校時代の唯一の友達となった。漫画家を目指していて、彼の描いた漫画でBJを今までにない笑顔にさせた。その後、家に現れた借金取りに襲われた時、チンピラにBJの持つダーツの矢を喉に刺され重傷に陥り、笑うことができなくなった。8年後、今のBJから手術を受け、一時的に救われるが、後に二次感染により高熱が出て、病院中に響き渡るような声で笑った後に息を引き取る。彼の死はBJの心に深い悔恨の念を残すこととなった。アニメでは「うえと しょう（漢字は不明）」という名前がある。漫画版では、当時すでに放送開始されていた『森田一義アワー 笑っていいとも!』のタモリが、「笑っていいかな」の台詞に「いいとも」と答える形で友情出演している。
週刊秘密の記者
「なんという舌」「その子を殺すな！」などに登場。BJをネタにした記事を週刊誌『週刊秘密』に書こうとBJの前に現れる記者2人組。一人は、手塚キャラのテツノのオッサン。1人は永井豪の自画像に似ている。
馮二斉（ひょうじさい）
声 - 小林清志（劇場版）、土師孝也（ヤング ブラック・ジャック）
「湯治場の二人」に登場。BJのメスと琵琶丸の針を手掛けた老鍛冶師。俗世を離れて山奥の湯治場の近くの庵に独りで住む。かなりの偏屈物で、二人から代金として受け取った大量の札束を「金はこうするに限る」と囲炉裏に入れて燃やした。また二人の道具を見て手掛けた患者数やミスの数まで言い当てた。二人の道具を鍛え終わった所で病に倒れ、BJや琵琶丸の必死の治療の甲斐無く死去。死期を悟っていたらしく、二人にあてて人の生死に左右する医療の意味を問う遺文を遺していた。
手塚スター・システムのキャラクター「フランケンシュタイン」が演じる。彼はこの役以外にも、医師や患者として複数キャラクターで登場する。
J大学の鈴木教授
順天堂大学胸部外科元教授の鈴木章夫。心臓外科のフロントランナーとして活躍するが、マンガの執筆と時同じくする。このころの様子は手塚治虫の「ブラック・ジャック」にJ大学の鈴木教授で登場する。
蟻谷 蜂助（ありたに ほうすけ）
声 - 古川登志夫（テレビアニメ）
「助けあい」に登場。サラリーマン（大安商事の経理課長）。冤罪により拷問を受けていたBJを救う。その後会社の社長であるハム・エッグの策略により殺害されかけ、重傷を負わされるが、彼に恩義を抱いたBJの尽力により一命を取り留める。
事故により顔が崩壊したため、ハム・エッグたちにばれないよう、顔を別人に整形された。
配役されているのは『I.L』の伊万里大作、整形後は『バンパイヤ』のトッペイ。
ジョナサン
「もう1人のJ」に登場。頭髪が完全に黒であること以外は顔の傷をはじめBJにそっくりの男。10年前に友人のハンスと共にナチスの金塊を見つけた際、欲にかられたハンスに体中を刺され海に放り込まれるが一命を取り留め、それ以降彼に復讐することを思って生きてきた（金塊の分け前はもらったものの、治療費と入院費で使い果たしてしまった）。顔色が悪いのは「シモンズ病」を患っているためであり、BJの治療により病と共に顔の傷も治った（その際の治療費はハンスが支払った）。
今村 健平（いまむら けんぺい）
「過ぎ去りし一瞬」に登場。タクシー運転手をやりながら定時制高校に通う学生。中性的な容姿をしており、裁縫などの女性趣味を持つ。そのため、女子からの人気は高いが、自分の容姿や趣味にはコンプレックスを持っている。他人の顔の傷を見ると、同じ場所にミミズ腫れが浮くアレルギーを持ち、背中には2つの弾痕がある（本人は生まれついての痣だと思っていた）。
赤子の時、エルサルバドルのサンメリーダ村の戦禍に巻き込まれ、脳や体が引き裂かれる重傷を負った。それを治療したファスナー神父は、健平の欠損した部分（右脳にいたるまで）をマリアという女性の遺体で埋め合わせたため、健平の体は文字通り半分は女性のものであり、前述の容姿や性格はマリアという女性の影響を受けたものである。この大手術を寸分違わぬ正確さで皮膚割線を切開して行ったため、健平の体にはファスナーが奇跡の印として残した背中の弾痕以外、外見上は手術痕が一切残らなかった。
〆沢（しめざわ）
「話し合い」に登場。BJのかつての患者・無理教諭が務める高校の不良生徒。授業中に喫煙したり暴力沙汰を起こすなど素行に問題があり、退学もやむなしと言われていた。人の死についても軽く考えていたが、無理をリンチした際にBJに重傷を負わされ、病院で薄れゆく意識の中、無理の過去となぜ話し合いにこだわっていたかを知る。その結果、命の重さと人の痛みを学び、改心して教師を志す。最後は15年後に教師になり、不良校の生徒たちを話し合いで更生させるべく赴任する場面が描かれている。
ニクラ
声 - 徳丸完（テレビアニメ）
「医者はどこだ！」に登場。配役されているのはレッド公。世界有数の大手実業家で世界中の政治家を手玉に取り、金の力ですべてを変えようとしている。また、不良息子のアクド（配役はロック、声 - 森久保祥太郎〈テレビアニメ〉）のためなら無実の人間を犠牲にすることも厭わないなどの極悪人。
アクドが交通事故による瀕死の重体となった際、警察・裁判所を買収した上で、仕立て屋の孝行息子デビイ（声 - 保志総一朗〈テレビアニメ〉）に殺人容疑の濡れ衣を着せて死刑を言い渡すことにより、彼の体をアクドの手術に使わせようと目論む。手術後、元に戻ったアクドを見て喜んだが、実は「体も心も腐っている奴に手術をしても無駄」と判断したBJによってアクドそっくりに変えたデビイであり、その後はアクド（実際はデビイ）が病院を抜け出したことに怒り狂った。

## 本作品以外の登場人物
- 吉富昭仁作品の『RAY』を参照。